# Cyclone Taylor
Frederick Wellington »Cyclone« Taylor, OBE, kanadski profesionalni hokejist, * 23. junij 1884, Tara, Ontario, Kanada, † 9. junij 1979, Vancouver, Britanska Kolumbija, Kanada.
Taylor je v svoji karieri igral za moštva Portage Lakes Hockey Club, Ottawa Hockey Club, Renfrew Creamery Kings, Vancouver Millionaires in Vancouver Maroons. V času svoje igralske kariere so ga pogosto imenovali »hokejski Ty Cobb«. Taylor v svoji karieri pogosto ni igral za moštva, s katerimi je podpisoval pogodbe, in je često postal predmet sporov med moštvi, katerih vzroki so bile večinoma kadrovske politike klubov. V karieri je prvič poklicno nastopil leta 1905 za Portage Lakes Hockey Club in z njim dvakrat osvojil ligo IPHL. Po razpadu lige je odšel v klub Ottawa Hockey Club, v katerem je poleg letne plače prejel tudi službo v državni upravi. V času igranja za Ottawo se ga je tudi prijel vzdevek Cyclone.
Po dveh sezonah ga je v klub Renfrew Creamery Kings zvabil tedanji rudniški mogotec Ambrose O'Brien. Po poročanju tedanjih časnikov je na leto zaslužil za njegove čase nepredstavljivih 5.250 dolarjev. Ko je klub zaradi finančnih težav razpadel, se je Taylor znašel med dvema ognjema, saj sta si ga medse želela kluba Montreal Wanderers in Ottawa Hockey Club. Naposled ni zaigral za nobenega od njiju, pač pa je okrepil PCHA moštvo Vancouver Millionaires in zanj igral do konca svoje kariere leta 1923. Zgodovino hokeja na ledu je zaznamoval kot eden prvih superzvezdnikov, status le-tega si je prislužil z izjemno hitrim drsanjem in silovitimi prodori. Po koncu igralske kariere je deloval kot hokejski funkcionar, naskakoval je tudi kariero v politiki, a neuspešno. Bil je sprejet v Kanadski športni hram slavnih, Hokejski hram slavnih lige NHL in Športni hram slavnih Britanske Kolumbije. Umrl je junija 1979, dva tedna pred svojim 95. rojstnim dnem. Danes se po njem imenuje priznana trgovina s hokejsko opremo »Cyclone Taylor Sports«, ki jo je odprl njegov sin.

## Igralska kariera
Taylor se je rodil v Tari, Ontario, in odraščal v Listowelu, kjer je igral za tamkajšnji mladinski in članski klub v ligi Ontario Hockey Association. V sezoni 1904/05 se je pridružil moštvu iz Thessalona, ki ga je vodil Grindy Forrester. Preden je začel za moštvo igrati, je nastal spor o tem, katero moštvo v ligi OHA ima pravice zanj. Liga OHA, ki jo je tedaj zastopal sekretar W. A. Hewitt, je zavrnila Taylorja in mu ni podelila dovoljenja za bivanje v Thessalonu. Prav tako je Taylor dobil prepoved igranja v ligi OHA. Zaprosil je za premestitev, a so ga zavrnili, tako da je  čez zimo ostal v Thessalonu. Nekateri viri navajajo, da je Hewitt želel, da bi Taylor igral za moštvo Toronto Marlboros in je zato odbijal njegova prizadevanja, da bi igral za ostala moštva.
V sezoni 1905/06 je Taylor igral nekaj tekem za ekipo Portage la Prairie Cities iz Manitobe. Številna moštva v novi ligi International Professional Hockey League so ga poskušala privabiti k sebi, med drugim Sault Ste. Marie Marlboros in Calumet-Larium Miners, ki je z njim celo podpisalo pogodbo. Taylor je naposled pristal v moštvu Portage Lakes Hockey Club, ki je osvojilo ligo. V moštvu je začel na položaju napadalca, a je bil za soigralce prehiter, tako da je igral na položaju pointa. Liga IPHL je zaradi neusklajenosti igralskih plač in prihodkov lige razpadla leta 1907.

### Slava v prestolnici
Taylor se je zatem pridružil moštvu Ottawa Hockey Club, ki je igralo v ligi Eastern Canada Amateur Hockey Association. Za moštvo je igral dve sezoni, pri tem je prejemal letno plačo, obljubili pa so mu tudi državno službo. Ko je leta 1907 igral za Ottawo, mu je generalni guverner zaradi njegovih drsalnih sposobnosti nadel vzdevek »Cyclone«. Decembra 1907 so poročali, da mu je bilo ponujenih 1.500 dolarjev, če bi zapustil Ottawo in v sezoni 1907/08 zaigral za ekipo Renfrew Creamery Kings. Ponudbo je zavrnil.
Taylor je leta 1908 igral lacrosse za moštvo Ottawa Capitals. Na tekmi 27. junija 1908 so ga aretirali, ker je sodnika Toma Carlinda udaril v obraz, potem ko mu je ta naložil kazen. Sodnik tožbe ni vložil, a je bil na tekmi tudi predsednik lige, ki je za Taylorja predlagal doživljenjsko prepoved igranja v ligi National Lacrosse Union. Guvernerji lige so se naposled odločili, da ga kaznujejo zgolj z grajo. Moštvo Ottawa Capitals je Taylorja pričakovalo tudi v naslednji sezoni, a se je odločil osredotočiti se na svojo službo in hokej na ledu. V moštvo se je skušal vrniti leta 1910, a ga je moštvo spustilo iz rok, medtem ko je leta 1911 končno le zopet igral za Capitalse.
Na začetku sezone 1908/09 so mu v njegovi vladni službi v Ottawi odobrili enomesečne počitnice. Odšel je v Pittsburgh, Pensilvanija, kjer je igral v ligi Western Pennsylvania Hockey League. Sezona lige WPHL se je začela sredi novembra, tako da je lahko Taylor en mesec igral v Pittsburghu in ni zamudil nobene tekme Ottawe v ligi ECHA.

### Eden od milijonarjev
Decembra 1909, ko je bila za njim uspešna sezona, v kateri je osvojil Stanleyjev pokal, so časniki poročali, da se je Taylor sprl s klubom glede njegove vladne službe in njegove zahteve po višji plači. Moštvo nove lige National Hockey Association, Renfrew Creamery Kings, je naznanilo, da so podpisali pogodbo s Taylorjem, a je teden kasneje Taylor izjavil, da se je odločil ostati v Ottawi. Po še enem tednu si je premislil in zatrdil, da se bo pridružil Renfrewju. Časniki so poročali, da mu bo pogodba v eni sezoni navrgla 5.250 dolarjev. Moštvo Renfrew Creamery Kings je zaradi visokih igralskih plač, ki jih je omogočil lastnik kluba, kanadski industrialec Ambrose O'Brien, prejelo vzdevek »Milijonarji«. Moštvo je tako v nekaterih virih zapisano kot Renfrew Millionaires (»Milijonarji Renfrew«).
Taylor je nato pustil službo v zvezni vladi. Istočasno sta podobno visoko ponudbo s strani Renfrewja prejela Lester Patrick in njegov brat Frank Patrick. Sredi sezone se je moštvu pridružil še Newsy Lalonde. Kljub visoki vrednosti moštva in dejstvu, da so v začetni sedmerici igrali štirje kasnejši člani Hokejskega hrama slavnih lige NHL, je Renfrew sezono zaključil na tretjem mestu. Poročali so, da je klub ob koncu februarja 1910 izgubil 17.000 dolarjev in da je v nevarnosti, da razpade. Kljub temu je klub tekmoval še eno sezono, tokrat z vidno znižanimi plačami in brez bratov Patrick in Lalondeja. Po sezoni je klub Renfrew Creamery Kings dokončno propadel.
Leta 1911 je Taylor postal last Sama Lichtenbeina in NHA moštva Montreal Wanderers. Lichtenbein je želel, da bi bil Taylor v Montrealu atrakcija za gledalce, a je Taylor novembra 1911 povedal, da bi se raje prej upokojil od hokeja na ledu kot da bi se pridružil Wanderersom. 24. januarja 1912 je tako na veliko nezadovoljstvo Wanderersov na tekmi med Wanderersi in moštvom Ottawa Hockey Club zastopal barve Ottawe. Igral je tako slabo, da so ga po prvi tretjini ob vodstvu Montreala z 2-0 zamenjali. Ottawa se je nato vrnila v igro in tekmo dobila z izidom 10-6. Wanderersi so nato protestirali zaradi Taylorjevega igranja za Ottawo. Odločeno je bilo, da se tekmo ponovi, medtem ko sta klub Ottawa Hockey Club in Taylor prejela globi 100 dolarjev. Cyclone Taylor je prav tako prejel suspenz za nedoločen čas. Kljub suspenzu in vsemu dogajanju pa je bil po koncu sezone, v marcu, Taylor izbran v moštvo zvezd lige NHA, ki je igralo ekshibicijske tekme proti trem moštvom lige Pacific Coast Hockey Association v Britanski Kolumbiji.

### V Vancouvru
Medtem sta Taylorjeva bivša soigralca, brata Lester in Frank Patrick, ustanovila ligo Pacific Coast Hockey Association (PCHA) in opogumila Taylorja, da se pridruži ligi. Novembra 1912 so oznanili, da se je Cyclone Taylor za 1.200 dolarjev pridružil ekipi Vancouver Millionaires. Medtem ko se je pripravljal na selitev na zahodno obalo, je Taylor tudi izjavil, da se ne bo vrnil v ligo NHA pod nobenimi pogoji. Pred odhodom je še povedal, da je eno od dveh novih NHA moštev iz Toronta v lasti Lichtenheina, ki je načrtoval, da bi poslal Taylorja v Toronto in mu onemogočil, da bi igral za Ottawo. Obtožbo sta zavrnila predsednika obeh moštev iz Toronta, kot tudi Lichtenhein sam. Vsi so zatrdili, da Lichtenhein ni imel nobenega lastniškega deleža v nobenem od klubov. V Vancouvru se je Taylor preselil iz položaja coverpointa na položaj centra, na katerem je ostal do konca kariere. Taylor je Millionairse povedel do njihove edine osvojitve Stanleyjevega pokala, v finalu Stanleyjevega pokala 1915. V ligi PCHA je petkrat postal vodilni strelec lige, najbolj pa je izstopal v sezoni 1917/18, ko je bil na 18 tekmah uspešen 32-krat. Kariero je končal leta 1921, a se je v sezoni 1922/23 vrnil in odigral še eno tekmo.

### Pregled kariere
Odebeljeno - reprezentančni nastopi, glej tudi Statistika pri hokeju na ledu.
| Moštvo                    | Liga             | Sezona |    | Redni del | Redni del | Redni del | Redni del | Redni del | Redni del |   | Končnica | Končnica | Končnica | Končnica | Končnica | Končnica |
| ------------------------- | ---------------- | ------ | -- | --------- | --------- | --------- | --------- | --------- | --------- | - | -------- | -------- | -------- | -------- | -------- | -------- |
| Moštvo                    | Liga             | Sezona | OT | G         | P         | T         | +/-       | KM        | OT        | G | P        | T        | +/-      | KM       |          |          |
| Listowel Hockey Club      | OHA-Ml.          | 01/02  |    |           |           |           |           |           |           |   |          |          |          |          |          |          |
| Listowel Hockey Club      | OHA-Ml.          | 02/03  |    |           |           |           |           |           |           |   |          |          |          |          |          |          |
| Listowel Hockey Club      | OHA-Ml.          | 03/04  |    |           |           |           |           |           |           |   |          |          |          |          |          |          |
|                           |                  | 04/05  |    |           |           |           |           |           |           |   |          |          |          |          |          |          |
| Portage la Prairie Cities | MHA              | 05/06  |    | 4         | 3         | 1         | 4         |           |           |   |          |          |          |          |          |          |
| Portage Lakes Hockey Club | IPHL             | 05/06  |    | 6         | 11        | 0         | 11        |           | 4         |   |          |          |          |          |          |          |
| Portage Lakes Hockey Club | IPHL             | 06/07  |    | 23        | 18        | 7         | 25        |           | 31        |   |          |          |          |          |          |          |
| Ottawa Hockey Club        | ECAHA            | 07/08  |    | 10        | 9         | 0         | 9         |           | 40        |   |          |          |          |          |          |          |
| Pittsburgh PAC            | WPHL             | 08/09  |    | 3         | 0         | 0         | 0         |           | 0         |   |          |          |          |          |          |          |
| Ottawa Hockey Club        | ECHA             | 08/09  |    | 11        | 9         | 0         | 9         |           | 28        |   |          |          |          |          |          |          |
| Renfrew Creamery Kings    | NHA              | 09/10  |    | 13        | 10        | 0         | 10        |           | 19        |   |          |          |          |          |          |          |
| Renfrew Creamery Kings    | NHA              | 10/11  |    | 16        | 12        | 0         | 12        |           | 21        |   |          |          |          |          |          |          |
| NHA moštvo zvezd          | Ekshib.          | 11/12  |    | 3         | 0         | 0         | 0         |           | 3         |   |          |          |          |          |          |          |
| Vancouver Millionaires    | PCHA             | 12/13  |    | 14        | 10        | 8         | 18        |           | 5         |   |          |          |          |          |          |          |
| Vancouver Millionaires    | PCHA             | 13/14  |    | 16        | 24        | 15        | 39        |           | 18        |   |          |          |          |          |          |          |
| Vancouver Millionaires    | PCHA             | 14/15  |    | 16        | 23        | 22        | 45        |           | 9         |   |          |          |          |          |          |          |
| Vancouver Millionaires    | Stanleyjev pokal | 14/15  |    |           |           |           |           |           |           |   | 3        | 8        | 2        | 10       |          | 3        |
| Vancouver Millionaires    | PCHA             | 15/16  |    | 18        | 22        | 13        | 35        |           | 9         |   |          |          |          |          |          |          |
| Vancouver Millionaires    | PCHA             | 16/17  |    | 11        | 14        | 15        | 29        |           | 12        |   |          |          |          |          |          |          |
| Vancouver Millionaires    | PCHA             | 17/18  |    | 18        | 32        | 11        | 43        |           | 0         |   | 2        | 0        | 1        | 1        |          | 0        |
| Vancouver Millionaires    | Stanleyjev pokal | 17/18  |    |           |           |           |           |           |           |   | 5        | 9        | 0        | 9        |          | 15       |
| Vancouver Millionaires    | PCHA             | 18/19  |    | 20        | 23        | 13        | 36        |           | 12        |   | 2        | 1        | 0        | 1        |          | 0        |
| Vancouver Millionaires    | PCHA             | 19/20  |    | 10        | 6         | 6         | 12        |           | 0         |   | 2        | 0        | 0        | 0        |          | 0        |
| Vancouver Millionaires    | PCHA             | 20/21  |    | 6         | 5         | 1         | 6         |           | 0         |   | 2        | 0        | 0        | 0        |          | 0        |
| Vancouver Millionaires    | Stanleyjev pokal | 20/21  |    |           |           |           |           |           |           |   | 3        | 0        | 1        | 1        | 0        | 5        |
|                           |                  | 21/22  |    |           |           |           |           |           |           |   |          |          |          |          |          |          |
| Vancouver Maroons         | PCHA             | 22/23  |    | 1         | 0         | 0         | 0         |           | 0         |   |          |          |          |          |          |          |
| Skupaj                    |                  |        |    | 219       | 231       | 112       | 343       |           | 211       |   | 19       | 18       | 4        | 22       | 0        | 23       |

‡ Taylor je odigral prvo tretjino tekme 24. januarja 1912 proti ekipi Montreal Wanderers. Tedaj je uradno pripadal Wanderersom, a jih je zavrnil in ni želel zapustiti Ottawe. Wanderersi so zato vložili uradno pritožbo in tekmo so kasneje ponovili brez Taylorja.

## Urad za priseljevanje
Taylor se je oktobra 1907 pridružil Kanadskemu uradu za priseljevanje. Službo je dobil kot bonus, s katerim so ga vodilni v klubu Ottawa Hockey Club skušali prepričati, da se jim pridruži. Ko se je preselil v Vancouver, je službo na uradu obdržal. Kot 3. najvišji uradnik za priseljevanje v Vancouvru je bil vpleten v neslavno afero Komagata Maru, v kateri parnik s 376 sikhovskimi, muslimanskimi in hindujskimi priseljenci ni dobil dovoljenja za pristanek in je bil zato prisiljen vrniti se v Indijo. Kasneje je postal komisar za priseljevanje za območje Britanske Kolumbije in Jukona. Funkcijo komisarja je opravljal vse do upokojitve leta 1950. Leta 1949 je Taylor za svoje zasluge državi in skupnosti kot uradnik za priseljevanje v času obeh svetovnih vojn prejel priznanje Reda britanskega imperija
Njegov drugi sin John Taylor je bil pravnik v Vancouvru in je do upokojitve leta 1988 delal na primerih priseljevanjskega prava.

## Politična kariera
Taylor je  v letih 1952  in 1953  neuspešno kandidiral na lokalnih volitvah Britanske Kolumbije na listi stranke British Columbia Conservative Party. Kljub neuspehu je bil nato izvoljen v odbor za parke Vancouver Parks Board.

## Kasnejše življenje
Po upokojitvi od hokeja na ledu je bil Taylor leta 1947 sprejet v Hokejski hram slavnih lige NHL. Obdobje pokoja je bilo zanj precej težavno zaradi smrti njegove matere leta 1934, na čigar pogreb niti ni uspel priti, zaradi smrti njegove žene, s katero se je poročil leta 1914 - umrla je zaradi srčnega napada leta 1963 - in zaradi smrti njegovega najmlajšega otroka, hčerke Joan Franklin, ki je umrla zaradi šibkosti srca, ki jo je v največji meri povzročila stroga dieta še iz časov, ko je bila umetnostna drsalka. Za Taylorja so prav tako pisali, da je prostozidar.
Med ljudmi je nekoč krožila legenda, da je Taylor pred neko tekmo trdil, da lahko zadene gol, medtem ko drsa s hrbtom obrnjen proti golu, nato pa je na tekmi storil prav to. Taylor sam je sicer dolgo zavračal legendo in jo označeval za šalo, rekoč da je bil njegov slavni gol dosežen le po kratkem drsanju nazaj in da je gol dosegel kot katerega koli drugega, torej obrnjen proti golu.
Knjiga Cyclone Taylor: A Hockey Legend avtorja Erica Whiteheada navaja, da je bil Taylor reden obiskovalec domačih tekem NHL kluba Vancouver Canucks, na katerih je vedno nosil svoj homburg. Od 1936 do 1940 je deloval kot predsednik lige Pacific Coast Hockey League. Pripomogel je k vzpostavitvi dobrodelne organizacije B.C. Hockey Benevolent Association v 50. letih. Bil je tudi direktor organizacije vse do svoje smrti.
Potem ko si je leta 1978 zlomil kolk, je šlo njegovo zdravje le še navzdol. Umrl je v spanju 9. junija 1979, dva tedna pred svojim 95. rojstnim dnem. V slavnostih pred prvo tekmo NHL sezone 1979/80 so ga v moštvu Vancouver Canucks počastili s preimenovanjem nagrade za najkoristnejšega igralca Canucksov. Nagrado so preimenovali v Cyclone Taylor Award.
V širšem Vancouvru in Edmontonu deluje veriga priljubljenih trgovin s hokejsko opremo, imenovana »Cyclone Taylor Sports«. Verigo je leta 1957 ustanovil Taylorjev najstarejši sin Fred Taylor mlajši. Taylorjev vnuk Mark Taylor je pet sezon (od 1981 do 1986) preigral v ligi NHL, in sicer v moštvih Philadelphia Flyers, Pittsburgh Penguins in Washington Capitals. 
V Ottawi se po njem imenuje ulica, ki obdaja dvorano moštva Ottawa Senators, dvorano Scotiabank Place.